# Arquidiocese de Santa Cruz de la Sierra
A Arquidiocese de Santa Cruz de la Sierra (Archidiœcesis Sanctæ Crucis de Sierra) é uma circunscrição eclesiástica da Igreja Católica situada em Santa Cruz de la Sierra, Bolívia. Seu atual arcebispo é Sergio Alfredo Gualberti Calandrina. Sua Sé é a Catedral Metropolitana Basílica de San Lorenzo.
Possui 87 paróquias servidas por 239 padres, abrangendo uma população de 2 671 000 habitantes, com 75% da dessa população jurisdicionada batizada (2 004 000 católicos).

## História
A Diocese de Santa Cruz de la Sierra foi erigida em 5 de julho de 1605, pela bula Super specula militantis do Papa Paulo V, a partir do território desmembrado da Diocese de La Plata ou Charcas (atual Arquidiocese de Sucre). Originalmente era sufragânea da Arquidiocese de Lima.
Em 20 de julho de 1609 passou a fazer parte da província eclesiástica da Arquidiocese de La Plata ou Charcas.
Em 1649, foi estabelecido o seminário diocesano, dedicado a São João Batista, que se manteve em funcionamento até 1661. Mais tarde, o seminário foi reaberto em 1770.
Em 30 de julho de 1975 foi elevada ao posto de arquidiocese metropolitana com a bula Quo gravius do Papa Paulo VI.

## Prelados
|                          | Nome                                               | Período     | Notas                                      |
| Arcebispos               | Arcebispos                                         | Arcebispos  | Arcebispos                                 |
| ------------------------ | -------------------------------------------------- | ----------- | ------------------------------------------ |
| 4º                       | René Leigue Cesari                                 | 2022-atual  |                                            |
| 3º                       | Sergio Alfredo Gualberti Calandrina                | 2013-2022   |                                            |
| 2º                       | Julio Terrazas Sandoval, C.Ss.R.                   | 1991 - 2013 |                                            |
| 1º                       | Luis Aníbal Rodríguez Pardo †                      | 1975 - 1991 |                                            |
| Arcebispo-coadjutor      |                                                    |             |                                            |
|                          | Sergio Alfredo Gualberti Calandrina                | 2011-2013   |                                            |
| Bispos                   |                                                    |             |                                            |
| 36º                      | Luis Aníbal Rodríguez Pardo †                      | 1958 - 1975 |                                            |
| 35º                      | Augustín Arce Mostajo †                            | 1940 - 1958 |                                            |
| 34º                      | Daniel Rivero Rivero †                             | 1931 - 1940 | Nomeado Arcebispo de Sucre                 |
| 33º                      | José Belisario Santistevan †                       | 1891 - 1931 |                                            |
| 32º                      | Juan José Baldivia Morales †                       | 1878 - 1891 | Nomeado Bispo de La Paz                    |
| 31º                      | Francisco Javier Rodríguez †                       | 1869 - 1877 |                                            |
| 30º                      | Agustín Gómez Cabezas y Sildo †                    | 1856 - 1860 |                                            |
| 29º                      | Manuel Ángel del Prado Cárdenas †                  | 1846 - 1855 | Nomeado Arcebispo de Sucre                 |
| 28º                      | Francisco León de Aguirre †                        | 1840 - 1841 | (bispo eleito)                             |
| 27º                      | José Manuel Fernández de Córdoba y Meló †          | 1835 - 1840 | Nomeado Bispo de La Paz                    |
| 26º                      | Francisco Javier Aldazábal †                       | 1807 - 1812 |                                            |
| 25º                      | Antonio de San Fermín, O.Carm. †                   | 1805 - 1806 | (bispo eleito)                             |
| 24º                      | Manuel Nicolás de Rojas y Argandoña †              | 1795 - 1803 |                                            |
| 23º                      | José Ramón de Estrada y Orgas †                    | 1791 - 1792 |                                            |
| 22º                      | Alejandro José de Ochoa †                          | 1782 - 1791 | Nomeado Bispo de La Paz                    |
| 21º                      | Juan Domingo González de la Reguera †              | 1776 - 1780 | Nomeado Arcebispo de Lima                  |
| 20º                      | Francisco Ramón Herboso y Figueroa †               | 1761 - 1776 | Nomeado Arcebispo de Sucre                 |
| 19º                      | Fernando José Pérez de Oblitas †                   | 1756 - 1760 |                                            |
| 18º                      | Juan Pablo de Olmedo †                             | 1745 - 1755 |                                            |
| 17º                      | Andrés de Vergara y Uribe †                        | 1741 - 1744 |                                            |
| 16º                      | Miguel Bernardino de la Fuente y Rojas †           | 1728 - 1741 | Nomeado Arcebispo de Ayacucho ou Huamanga  |
| 15º                      | Juan de Moncada Hurtado de Figueroa †              | 1725 - 1725 | (bispo eleito)                             |
| 14º                      | Juan Cabero y Toledo †                             | 1720 - 1725 | Nomeado Bispo de Arequipa                  |
| 13º                      | Jaime de Mimbela, O.P. †                           | 1714 - 1720 | Nomeado Bispo de Trujillo                  |
| 12º                      | Pedro Vásquez de Velasco †                         | 1706 - 1710 |                                            |
| 11º                      | Juan Francisco de Padilla y San Martín, O. de M. † | 1699 - 1705 |                                            |
| 10º                      | Miguel Álvarez de Toledo, O. de M. †               | 1697 - 1699 | (bispo eleito)                             |
| 9º                       | Juan de los Ríos y Berriz, O.P. †                  | 1687 - 1692 |                                            |
| 8º                       | Pedro Cárdenas y Arbieto †                         | 1680 - 1684 |                                            |
| 7º                       | Juan de Esturizada, O.P. †                         | 1672 - 1675 |                                            |
| 6º                       | Bernardino de Cárdenas Ponce, O.F.M. Obs. †        | 1666 - 1668 |                                            |
| 5º                       | Juan de Riviera (Ribera), O.S.A. †                 | 1659 - 1666 |                                            |
| 4º                       | Juan de Arguinao y Gutiérrez, O.P. †               | 1646 - 1659 | Nomeado Arcebispo de Bogotá                |
| 3º                       | Juan de Zapata y Figueroa †                        | 1635 - 1648 |                                            |
| 2º                       | Fernando de Ocampo, O.F.M. Obs. †                  | 1621 - 1632 |                                            |
| 1º                       | Antonio Calderón de León †                         | 1605 - 1621 |                                            |
| Bispo-coadjutor          |                                                    |             |                                            |
|                          | Daniel Rivero Rivero                               | 1922-1931   |                                            |
|                          | José Belisario Santistevan Seoane                  | 1890-1891   |                                            |
|                          | Fernando de Ocampo, O.F.M. Obs. †                  | 1620 - 1621 |                                            |
| Bispos-auxiliares        |                                                    |             |                                            |
|                          | Juan Gómez                                         | 2024-atual  |                                            |
|                          | René Leigue Cesari                                 | 2012-2022   | Elevado a Arcebispo                        |
|                          | Braulio Sáez Garcia, O.C.D.                        | 2003-2018   |                                            |
|                          | Stanisław Dowlaszewicz Billman, O.F.M.Conv.        | 2000-atual  |                                            |
|                          | Sergio Alfredo Gualberti Calandrina                | 1999-2011   | Elevado a Arcebispo-coadjutor              |
|                          | Nino Marzoli, C.R.                                 | 1992-2000   |                                            |
|                          | Tito Solari Capellari, S.D.B.                      | 1986-1998   | Nomeado Arcebispo-coadjutor de Cochabamba  |
|                          | Carlos Arturo Brown, MM                            | 1956-1977   |                                            |
|                          | José Armando Gutiérrez Granier                     | 1954-1956   | Nomeado Bispo-auxiliar de La Paz           |
|                          | Luis Aníbal Rodríguez Pardo                        | 1952-1953   | Nomeado Bispo de Oruro                     |
|                          | Rafael de La Vara                                  | 1800-1806   | Nomeado Arcebispo de Santiago de Guatemala |
| Administrador Apostólico |                                                    |             |                                            |
|                          | Agustín Francisco de Otondo, C.O. †                | 1816 - 1826 |                                            |